# Целищев, Виталий Валентинович
Вита́лий Валенти́нович Цели́щев (род. 21 февраля 1942 г., Новосибирск) — советский и российский философ, писатель и переводчик. Доктор философских наук, профессор.

## Биография
Окончил физико-технический факультет Новосибирского технического университета (1965), аспирантуру Института философии АН Украины, В 1968 году  защитил кандидатскую иссератацию по теме «Экзистенциальные предположения и онтологические допущения в логических теориях», а  1974 году — докторскую диссертацию «Критический анализ современных представлений о природе логической истины».
С 1970 года зав. отделом философии Института истории, филологии и философии СО АН СССР. 1984—1988 гг. — атташе по науке и технике Посольства СССР в Румынии.
Директор Института философии и права СО РАН с 1997 по 2017 год.
С 2017 года научный руководитель Института философии и права СО РАН.
Член редакционного совета научного журнала «ΣΧΟΛΗ. Философское антиковедение и классическая традиция».
Преподаёт в Новосибирском государственном университете — профессор и заведующий кафедрой гносеологии и истории философии.

## Основные сочинения
- Целищев В. В. Логическая истина и эмпиризм. — Новосибирск: Наука, 1974. — 114 с.
- Целищев В. В. Логика существования. — Новосибирск: Наука, 1976. — с.
- Целищев В. В. Философские проблемы семантики возможных миров. — Новосибирск: Наука, 1977. — 191 с.
- Целищев В. В. Понятие объекта в модальной логике. — Новосибирск: Наука, 1978. — 174 с.
- Целищев В. В., Бессонов А. В. Две интерпретации логических систем. — Новосибирск: Наука, 1979. — 269 с.
- Целищев В. В., Карпович В. Н., Поляков И. В. Логика и язык научной теории / Отв. ред. В. В. Петров. — Новосибирск: Наука, 1982. — 190 с.
- Целищев В. В., Петров В. В. Философские проблемы логики (семантические аспекты). — М.: Высшая школа, 1984. — 128 с.
- Целищев В. В. Философия математики. Ч. 1. — Новосибирск: Наука, 2002. — 212 с.
- Целищев В. В. Онтология математики: объекты и структуры. — Новосибирск: Нонпарель, 2003. — 240 с.
- Целищев В. В. Нормативность дедуктивного дискурса: Феноменология логических констант. — Новосибирск: Нонпрель, 2004. — 340 с.
- Целищев В. В. Алгоритмизация мышления. Геделевский аргумент. — Новосибирск: Параллель, 2005. — 304 с.
- Целищев В. В. Эпистемология математического доказательства. — Новосибирск: Параллель, 2006. — 212 с.
- Целищев В. В. Интуиция, финитизм и рекурсивное мышление. — Новосибирск: Параллель, 2007. — 220 с.
- Целищев В. В. Тезис Чёрча. — Новосибирск: Параллель, 2008. — 173 с.
- Целищев В. В. Понятие объекта в модальной логике. — М.: URSS, 2009. — 174 с.
- Целищев В. В. Логика существования. — М.: КРАСАНД, 2010. — 136 с.
- Целищев В. В. Логическая истина и эмпиризм. — М.: КРАСАНД, 2010. — 112 с.
- Целищев В. В., Бессонов А. В. Две интерпретации логических систем. — М.: КРАСАНД, 2010. — 272 с.
- Ершов Ю. Л., Целищев В. В. Алгоритмы и вычислимость в человеческом сознании. Новосибирск: Изд-во СО РАН, 2021. — 504 с.
- Целищев В. В. Философский переписчик: переводы и размышления. — Новосибирск: ОмегаПресс, 2014. — 574 стр.
- Целищев В. В. Аномалии знания: идеи и люди. — М.: Канон+ РООИ «Реабилитация», 2021. — 336 с.
- Целищев В. В. Философский раскол: логика vs метафизика. — М.: Канон+ РООИ «Реабилитация», 2021. — 336 с.
- и др.

## Переводы
- Мэнли П. Холл. Энциклопедическое изложение масонской, герметической, каббалистической и розенкрейцерской символической философии / пер. с англ. В. В. Целищева. — М.: АСТ : Астрель, 2004. — 478 с. — ISBN 5-271-10447-8, ISBN 5-17-025286-2.
- Рассел Бертран. Введение в математическую философию / пер. с англ. В. В. Целищева. — М.: Гнозис, 1996. — 240 с.
- Рорти Ричард. Философия и зеркало природы / пер. с англ. В. В. Целищева. — Новосибирск.: Издательство Новосибирского университета, 1997. — 320 с.
- Макинтайр Аласдер. После добродетели / пер. с англ. В. В. Целищева. — М.: Академический Проект, 2000. — 384 с.
- Рассел Бертран. Проблемы философии / пер. с англ. В. В. Целищева. Новосибирск: Наука, 2001. — 111 с.
- Рассел Бертран. История западной философии / подгот. текста В. В. Целищева. — Новосибирск: Сиб. унив. изд-во, 2003. — 992 с.
- Ролз Джон. Теория справедливости / пер. с англ. В. В. Целищева. М.: Издательство ЛКИ, 2010. — 536 с.
- Смалиан Раймонд. Молчаливое Дао / пер. с англ. В. В. Целищева. — М.: Канон+ РООИ « Реабилитация», 2012. — 224 с.
- Смалиан Раймонд. Вовеки неразрешимое. Путь к Геделю через занимательные загадки / пер. с англ. В. В. Целищева. — М.: Канон+ РООИ «Реабилитация», 2013. — 303 с.
- Хинтика Яаакко. О Витгенштейне / Хинтика Яаакко. Из «лекций» и «замёток» / пер. с англ. В. В. Целищева, ред. В. А. Суровцев. — М.: Канон+ РООИ «Реабилитация», 2013. — 272 с.
- Хинтика Яаакко. О Гёделе / Составление, редакция и перевод В. В. Целищева, В. А. Суровцев. — М.: Канон+ РООИ «Реабилитация», 2014. — 256 с.
- Попович М. В. Кровавый век / пер. с укр. В. В. Целищева. — Харьков: Фолио, 2015. — 990 с.
- Коффа Альберто. Семантическая традиция от Канта до Карнапе: к Венскому вокзалу/ Пер. англ. В. В. Целищев. — М.: Канон+ РООИ «Реабилитация», 2019. — 528с.
- Хакинг Ян. Почему вообще существует философия математики? / Пер. с англ. В. В. Целищева. — М.:Канон+ РООИ «Реабилитация», 2020. — 400 с.
- Стролл Аврум. Аналитическая философия: двадцатый век / Пер. с англ. В. В. Целищев. Канон+ РООИ «Реабилитация», 2020. 384 с.
- Фуллер Стив. Кун против Поппера: Борьба за душу / Пер. с англ. В. В. Целищева. — Канон+ РООИ «Реабилитация», 2020. — 272 с.
- Фридман Майкл. Философия на распутье: Карнап, Кассирер и Хайдеггер / Пер. с англ. В. В. Целищева. — М.: Канон+ РООИ «Реабилитация», 2021. — 352 с.